# 博望坡之戰
博望坡之戰，發生於东汉建安七年（202年）。此戰曹操指派大將夏侯惇，於博望與劉備交戰，然而功敗垂成；日後曹操將重心轉移至北方的袁譚與袁尚身上，無暇再顧及荊州的劉備，使其獲得休養生息的機會。

## 發生背景
建安五年（西元200年），官渡之戰爆發，原先與關羽、張飛失散的劉備藉此機會重逢，並於汝南一地依附當地領袖劉辟、龔都等，企圖於曹操背後發動奇襲；然而翌年（西元201年），於官渡和倉亭之戰大獲全勝的曹操，決定回頭剷除位於背後的威脅，劉備在穰山之戰失利後，被迫逃往荊州投靠劉表；獲得劉表賞識的劉備，則被委以守衛荊州北方的重任，駐屯於新野。
建安七年（西元202年），劉表企圖趁曹操北上攻擊袁尚的契機，襲取許都，乃派遣劉備領軍出擊，發兵至博望一地，與曹操軍的夏侯惇遭遇，開啟戰端。
交戰過程中，劉備刻意派出少數軍隊與夏侯惇交戰，並故意敗退；而後又燒毀自軍營寨。種種跡象讓夏侯惇誤判劉備無力再戰，故持續追擊。然而，當行進至狹窄的林間山道時，劉備安排的伏兵突然殺出，夏侯惇應對不及，只有敗退。
然而，曹軍从河北回援的李典早已料到劉備會使出伏兵計策，故指揮自軍人馬前往攻擊劉備，救出了夏侯惇，之後兩軍撤退。
建安十二年（207年）冬，刘备「三顧茅廬」拜訪諸葛亮，因此博望坡之戰時諸葛亮仍未出山。

## 戰後影響
劉表雖有襲取許都之心，然經此一役，劉表再無主動出擊之作為。日後劉備雖勸劉表趁曹操遠征柳城之際出兵，但劉表卻不允許，終致錯失問鼎中原的良機；也在其死後，荊州的基業瞬間被曹操所佔據，迫使劉備必須採納新晉軍師諸葛亮的提案，尋求江東孫權的幫助，促成後來的赤壁之戰。

## 藝術創作
在三國演義中，博望坡之戰一向被視為諸葛亮登場後的第一戰，也是俗諺「新官上任三把火」的第一把火。
諸葛亮受劉備三顧茅廬後答應出仕，當時曹操已平定河北，決心南征，乃派遣夏侯惇為主將，于禁、李典等為副將，領軍十萬直逼新野而來。當時諸葛亮雖有退敵之策，然而關羽、張飛卻輕視諸葛亮，諸葛亮不得已之下，乃借劉備令劍威服二人，使其各領一千兵馬，埋伏在豫山、安林之中，等待夏侯惇領軍通過，就以伏兵與火攻擊之。
另外派遣趙雲領老弱殘兵，擔任先鋒與夏侯惇交戰，並詐敗撤退，引誘夏侯惇進入山林窄路之中；又遣關平、周倉、劉封等人潛入曹軍後方，焚燒物資，製造曹軍恐慌。
交戰後，一切如諸葛亮所安排般發生。在夏侯惇與于禁領軍追擊時，位於後方的李典緊急通報前方的夏侯惇，需防敵軍火攻，然而為時已晚，曹軍受制於道路狹窄，又處於樹木交雜之處，火勢一發不可收拾，死傷十分慘重，夏侯惇等將領敗逃回許都。諸葛亮出山後的第一場戰役獲得了成功，此後關羽、張飛等人對諸葛亮也愈加敬重。
而在電子遊戲中，博望坡之戰也在吞食天地與真三國無雙等作品中登場。

## 軼事
博望坡戰後，劉備一方的趙雲俘虜了曹軍的夏侯蘭。由於趙雲與其有同鄉之誼，因此向劉備求情赦免死罪之餘，更推薦他擔任劉備的軍正一職；而後劉備接受了趙雲的請求。而至此之後，趙雲為避嫌便不再跟夏侯蘭有私下往來。